# Itame andersoni
Itame andersoni är en fjärilsart som beskrevs av Louis W. Swett 1916. Itame andersoni ingår i släktet Itame och familjen mätare. Inga underarter finns listade i Catalogue of Life.